# Andrena oblita
Andrena oblita är en biart som beskrevs av Warncke 1967. Andrena oblita ingår i släktet sandbin, och familjen grävbin. Inga underarter finns listade i Catalogue of Life.